# Samsung Kies
Samsung Kies era un'applicazione che permetteva la comunicazione e la sincronizzazione dei dati tra personal computer (Windows e Macintosh) e gli smartphone e tablet Samsung. La connessione poteva avvenire tramite cavo USB oppure WiFi (il wireless LAN è ora possibile usando alcuni dispositivi). Permetteva di aggiornare il sistema operativo Android degli smartphone tramite USB. Samsung ha rilasciato un nuovo software per sostituire Kies, che si chiama Samsung Smart Switch è principalmente diretto a far migrare i clienti su nuovi dispositivi Samsung. Il nome KIES nasce come acronimo di "Key Intuitive Easy System". Dopo la versione 2.0, il nome è stato abbreviato in "Kies".

## Versioni
Kies è disponibile in diverse versioni ed edizioni, a seconda del dispositivo Samsung specifico e del sistema operativo in esecuzione. Kies3 (versione 3.x) supporta i dispositivi con Android Jelly Bean (versione 4.3 e successive). Kies (attualmente nella versione 2.6.3.14) supporta i dispositivi con Android 2.1 fino a 4.2. Cercando di utilizzare Kies con i dispositivi più recenti, o Kies3 con dispositivi precedenti, verrà visualizzato un messaggio di errore.
Tutti i dispositivi Samsung forniti con Android 5.0.2 o versioni successive non supportano Kies e possono utilizzare solo il nuovo software Samsung Smart Switch. A differenza di Kies, questo software non può solo sincronizzarsi con il PC, ma anche sincronizzare gli smartphone tra di loro e i noti aggiornamenti del firmware. Tutti i dispositivi Samsung che funzionano su almeno Android 4.0 possono utilizzare Smart Switch.
Esiste anche una versione Mini di Kies, disponibile solo per dispositivi specifici come Samsung Vibrant, Captivate o Infuse. Viene utilizzato per aggiornare i sistemi operativi di questi dispositivi (versioni del sistema operativo). Anche se ci sono sia versioni Windows e Mac (intosh) del prodotto Kies completo, c'è solo una versione Windows di Kies Mini per la maggior parte dei dispositivi Samsung; tuttavia, gli utenti non Windows possono superare questa limitazione utilizzando una macchina virtuale Windows, installando Kies Mini al suo interno e collegando un dispositivo Samsung tramite cavo USB per eseguire l'aggiornamento del sistema operativo. Sui dispositivi Windows, il trasferimento dei file avviene tramite una modalità plug-and-play. Si noti che, dal 2012, i processori Intel hanno montato il software di accelerazione della cache, che è stato ottimizzato dagli amministratori di sistema quando connessi con le schede SSD.
Sebbene la connettività Kies sia stata tradizionalmente tramite cavo mini o micro-USB (che richiede software e non plug and play), connettività LAN wireless tra un dispositivo Samsung su cui è in esecuzione l'app Kies Wireless Android e qualsiasi Windows o Macintosh. L'app Kies Wireless supporta anche la connettività wireless con altri dispositivi tramite i browser Web di altri dispositivi. Tutta questa connettività, tuttavia, deve essere effettuata tramite una connessione Wi-Fi locale (e non tramite reti dati cellulari 2G , 3G o 4G ) in cui tutti i dispositivi coinvolti si trovano sulla stessa LAN Wi-Fi.
La versione completa di Kies può essere scaricata dal Samsung Global Download Center o dalla sezione download della pagina Web di supporto tecnico di un singolo dispositivo mobile sul sito Web Samsung. Con poche eccezioni, di solito è solo la versione Mini di Kies, e non la versione completa, che in genere è scaricabile da un determinato dispositivo Samsung.
Smart Switch fa parte di una strategia tecnica e commerciale finalizzata a connettere tutta l'elettronica in un esclusivo sistema di semi-automazione, gestito tramite un'app smartphone centrale di Samsung.

## Software alternativo
Dal 2012, la maggior parte della linea di prodotti Intel ha appena installato il Cache Acceleration Software, sia come acceleratore che come database temporaneo in connessione con il sottosistema parallelo denominato Intel Management Engine (con privilegio ring-3 all'interno del dispositivo).
Sebbene il lockstep, il protocollo di trasferimento di file trivial semplice e meno recente sia stato ottimizzato per una rete client-server, molto diversa da una connessione one-to-one e peer-to-peer.
Android File Transfer per Linux è un'app FOSS, stabile dalla versione 2.2., sebbene FOSS abbia da qualche parte (ad esempio su GitHub) protetto dalla legge sul copyright e soggetto alle esclusioni del mirroring dei file robots.txt.

## Utilizzo
Questo software può essere utilizzato per:
- Backup dei dati
- Trasferimento dati (tra un PC Windows o Mac e un dispositivo mobile Samsung), limitato a determinati formati di file multimediali
- Gestione multimediale (audio, foto, video, ecc.), ma limitata a determinati formati di file; ad esempio, Kies non riconosce i file .avi
- Acquisto / acquisizione di funzionalità aggiuntive o speciali del dispositivo
- Aggiornamenti del firmware del dispositivo e del sistema operativo (versione del sistema operativo)
- Sincronizzazione con Outlook, Google o Yahoo
- Creazione di playlist musicale

## Requisiti di sistema

### Kies
| OS                                     | CPU                                                                     | RAM              | Spazio sul disco fisso                      | Risoluzione dello schermo            | Software richiesto                                                                                     |
| -------------------------------------- | ----------------------------------------------------------------------- | ---------------- | ------------------------------------------- | ------------------------------------ | --- |
| Windows 7 SP1, Windows 8, Windows 8.1  | Processore Intel Pentium Dual-Core da 2,1 GHz o superiore (consigliato) | Consigliato 2 GB | Almeno 500 MB                               | 1366 × 768 (600), 32 bit o superiore | .NET Framework 4.6.1 o successivo, Windows Media Player 12 o successivo, DirectX 11 o successivo       |
| Mac OS 10.5 ~10.6 (*Samsung Kies mini) | Processore Intel da 1,8 GHz o più veloce                                | 1 GB o più       | 30 MB di spazio disponibile su disco rigido |                                      | Wave (GT-S8500) aggiornamento del Firmware è disponibile per bada 1.2 o successivo. Wave II (GT-S8530) |

### Kies 3
| Sistema operativo                                                                               | CPU                                             | RAM                  | Spazio sul disco fisso | Risoluzione dello schermo            | Software richiesto                                                           |
| ----------------------------------------------------------------------------------------------- | ----------------------------------------------- | -------------------- | ---------------------- | ------------------------------------ | ---------------------------------------------------------------------------- |
| Windows XP Service Pack 3 (32 Bit), Windows Vista (32/64 Bit), Windows 7 (32/64 Bit), Windows 8 | Intel Core i5 3.0 GHz o superiore (consigliato) | 512 MB (consigliato) | 200 MB                 | 1024 × 768 (600), 32 bit o superiore | Windows XP: Windows Media Player 11, Windows 7/8: Windows Media Feature Pack |

## Dispositivi supportati
- Samsung Wave
- Samsung Jet Ultra Edition
- Samsung Galaxy Portal
- Samsung Omnia Lite
- Samsung Galaxy Note
- Samsung Galaxy Note II
- Samsung Galaxy Note III
- Samsung Galaxy Note 4
- Samsung Omnia Pro B7320
- Samsung Omnia Pro B7330
- Samsung Omnia Pro B7610
- Samsung Omnia II
- Samsung Galaxy Spica
- Samsung Galaxy S
- Samsung Galaxy SL
- Samsung Galaxy S Plus
- Samsung Galaxy S II
- Samsung Galaxy S III
- Samsung Galaxy S III Mini
- Samsung Galaxy S4
- Samsung Galaxy S4 Mini
- Samsung Galaxy S5
- Samsung Galaxy S5 Mini
- Samsung Galaxy Alpha
- Samsung Galaxy Tab
- Samsung Galaxy Ace
- Samsung Galaxy Ace Plus
- Samsung Galaxy Gio
- Samsung Galaxy Y
- Samsung Galaxy Y Pro
- Samsung Champ Camera 3303
- Samsung i8910HD
- Samsung C6625
- Samsung Infuse 4G
- Samsung Exhibit 4G
- Samsung Galaxy
- Samsung Galaxy Europa GT-i5500
- Samsung Corby Pro GT-B5310
- Samsung Duo GT-B7722
- Samsung Galaxy Mini
- Sidekick 4G
- Samsung Galaxy Tab 7.0 Plus
- Samsung Galaxy Tab 8.9
- Samsung Galaxy Tab 10.1
- Samsung GT-S5260 Star II
- Samsung GT-S5220 Star III
- Samsung GT-E2652
- Samsung GT-C3200
- Samsung Galaxy Pro (GT-B7510)
- Samsung Hero E2232
- Samsung YP-GS1